# Lago Porteño
Lago Porteño är en sjö i Chile.   Den ligger i regionen Región de Magallanes y de la Antártica Chilena, i den södra delen av landet, 2 000 km söder om huvudstaden Santiago de Chile. Lago Porteño ligger 32 meter över havet. Arean är 22,2 kvadratkilometer. Den sträcker sig 11,1 kilometer i nord-sydlig riktning, och 6,3 kilometer i öst-västlig riktning.
I omgivningarna runt Lago Porteño växer i huvudsak blandskog. Trakten runt Lago Porteño är nära nog obefolkad, med mindre än två invånare per kvadratkilometer.